# الانتخابات التشريعية التونسية 1979
الانتخابات التشريعية التونسية 1979 هي انتخابات تشريعية نظمت في تونس في 4 نوفمبر 1979. هي الانتخابات الخامسة من نوعها. تعتبر هذه الانتخابات مزورة ومزيفة.

فاز الحزب الاشتراكي الدستوري برئاسة الرئيس الحبيب بورقيبة بالانتخابات.

## النتائج
|                          | العدد     | % من المسجلين | % من الناخبين |
| ------------------------ | --------- | ------------- | ------------- |
| المسجلين                 | 581 013 2 | 100%          |               |
| الناخبين                 | 975 621 1 | 80.55%        | 100%          |
| الأصوات الصحيحة للقائمات | 753 560 1 |               | 96.22%        |
| الأوراق البيضاء والملغاة | 222 61    |               | 3.88%         |
| الامتناع عن التصويت      | 606 391   | 19.45%        |               |

| الأحزاب                  | الأحزاب                  | الأصوات   | % من الأصوات الصحيحة | المقاعد |
| ------------------------ | ------------------------ | --------- | -------------------- | ------- |
|                          | الحزب الاشتراكي الدستوري | 753 560 1 | 100%                 | 121     |
| الأصوات الصحيحة          | الأصوات الصحيحة          | 753 560 1 | 96.22%               | 121     |
| الأوراق البيضاء والملغاة | الأوراق البيضاء والملغاة | 222 61    | 3.88%                |         |
| مجموع الأصوات            | مجموع الأصوات            | 975 621 1 | 100%                 |         |
| المصدر:                  |                          |           |                      |         |

## مقالات ذات صلة
الحبيب بورقيبة